# Jacques Fansten
Pour les articles homonymes, voir Fansten.
Jacques Fansten, né le 13 février 1946 à Paris, est un réalisateur, scénariste et producteur de cinéma et de télévision français.

## Biographie
Jacques Fansten est né dans une famille d'émigrés venus de Vilnius avant guerre. Son père, Naum Fansten, dit Vilner, est l'un des responsables des organisations juives communistes en France. Notamment, il dirige le quotidien en yiddish Naïe Press et crée son supplément en français, La Presse Nouvelle Hebdomadaire. Rescapé des camps, il présidera, jusqu'à sa mort, en 1967, L'Amicale des Anciens Déportés Juifs de France. Sa mère, Rachel, infirmière, s'est engagée en Espagne dans les Brigades Internationales puis dans la Résistance pendant la guerre. Son frère ainé, Michel, polytechnicien, administrateur de l'INSEE, fera une grande partie de sa carrière dans le secteur culturel.
Il fait ses études au lycée Jacques Decour  à Paris, puis à l'IDHEC, dont il sort en 1967. Son mémoire de fin d'études, consacré à Michel Simon, est publié dans la collection Cinéma d'aujourd'hui aux Editions Seghers.
Très vite, il travaille comme assistant réalisateur, principalement avec Claude Chabrol. Parallèlement, il réalise son premier court-métrage, L'avant-veille du Grand Soir, tourné avec des moyens de fortune en... février 68. Ce film est repris par le producteur Pierre Braunberger qui le sort en salles et qui produit son second court-métrage, Les voisins n'aiment pas la musique.
À partir de 1971, il tourne de nombreux documentaires et reportages pour la télévision, dont Evelyne et Sylvie, portrait de deux adolescentes en fugue.
Il travaille aussi comme scénariste, notamment avec Claude Zidi sur Les Fous du Stade.
En 1975, il réalise son premier long métrage, Le Petit Marcel, dont il écrit le scénario avec Jean-Claude Grumberg, avec Jacques Spiesser, Isabelle Huppert et Yves Robert qui, par ailleurs, produit le film avec Danièle Delorme. Le film, qui raconte une manipulation policière ordinaire, connaît un beau succès critique : treize pages lui sont consacrées dans les Cahiers du Cinéma, Jean-Louis Bory écrit dans le Nouvel Obs que « Jacques Fansten ajoute son nom à la liste des jeunes réalisateurs de la nouvelle vague française qui ont quelque chose à dire et qui savent la faire », et Guy Alombert, dans La saison cinématographique, « un film qui fera date et marquera longtemps ». Malgré cet accueil chaleureux, le film ne sera pas un succès commercial.
Un temps, il revient à la réalisation de documentaires, parmi lesquels, Des enfants qu'on cache, sur les enfants handicapés, Quelques agriculteurs qui ne trouvaient pas de femmes, sur des paysans qui, ne trouvant pas à se marier, font venir des femmes de l'Ile Maurice, Ils pensent pour nous, regard polémique sur l'intelligentsia française, ou Rencontres au coin du cœur, sur les nouvelles formes de rencontres amoureuses à la fin des années 1970...
En 1979, il réalise sa première fiction télé, Je dors comme un bébé, dans le cadre d'une collection, Caméra Une Première, dont le but est de donner leur chance à de nouveaux auteurs. Le succès rencontré lui permet de tourner, très librement, plusieurs téléfilms de suite dont, le plus souvent, il écrit aussi le scénario, Nous te mari-e-rons, prix de la critique du meilleur téléfilm 1982, Après tout ce qu'on a fait pour toi, avec Michel Blanc et Marie-Christine Barrault, ou le feuilleton Dorothée danseuse de corde, d'après Maurice Leblanc. 
En 1985, Les lendemains qui chantent, dont le scénario, écrit par Jean-Claude Grumberg, raconte la première faille dans la foi de juifs communistes des années 50, obtient un prix (Osella d'argent) à la Mostra de Venise. Edouard Waintrop écrit dans Libération « Fansten a trouvé un style, un ton, très drôles et tendres. On pense souvent aux meilleures comédies italiennes des années 50 ».
En 1986, il revient au cinéma avec États d'Âme, produit par Claude Zidi et Marie-Dominique Girodet, chronique amusée et « à chaud » de quelques désillusions des premières années Mitterrand, avec, entre autres, François Cluzet, Jean-Pierre Bacri, Tcheky Karyo, Robin Renucci, Xavier Deluc et Sandrine Dumas.
Puis il enchaine à nouveau des films de télévision, dont Le Bord des Larmes, avec Anny Duperey et Le Mouchoir de Joseph, d'après Chez Krull de Georges Simenon, adapté avec Emmanuelle Bernheim.
Il est le lauréat du Prix Télévision 1986, décerné par la Société des Auteurs et Compositeurs Dramatiques.
En 1988, il s'associe à Ludi Boken, au sein de la société de production Belbo Films. Ils produisent ensemble des films de Robert Altman, Denis de la Patellière, Michel Favart, Macha Méril, Dominique Ladoge, Sam Shepard... 
Ils produisent aussi son film La Fracture du Myocarde. Ce film est produit initialement pour la télévision mais, à la suite des succès qu'il rencontre dans de très nombreux festivals, la décision est prise de le sortir au cinéma. Il reçoit une dizaine de prix internationaux, dont celui du meilleur film à Namur, Cleveland, Uppsala et Belfast, celui du public aux Rencontres Cinématographiques de Cannes, le 7 d'or du scénario et le Prix Italia. Il sort dans une quarantaine de pays, y compris aux Etats-Unis où Steven Spielberg et Universal Pictures achètent les droits de remake. De cette histoire de solidarité d'enfants, il tire aussi un roman, publié chez Gallimard Jeunesse et traduit dans de nombreuses langues.
Suivent deux autres longs-métrages. Roulez Jeunesse, avec Jean Carmet et Daniel Gélin, qui obtient le Bayard d'or du scénario au Festival de Namur, et C'est pour la bonne cause, avec Dominique Blanc et Antoine de Caunes.
En 1998, il prend la direction, qu'il exerce pendant deux ans, d'une vénérable société de production audiovisuelle, TELECIP. Tout en se consacrant à cette activité, il poursuit et produit ses propres projets, dont la série La Crèche, qu'il écrit avec Claude Gutman et dont il réalise les deux premiers épisodes. 
En 1989, alors que le numérique n'est quasiment pas encore utilisé au cinéma ou à la télévision, il lance avec Pierre Chevalier, directeur de la fiction d'ARTE, une collection qui propose à des réalisateurs de tourner des films différents, avec de petits moyens et une caméra d'amateur : Petites Caméras. Cette collection connaît un grand retentissement avec sept films, dont La chambre des Magiciennes de Claude Miller et Nationale 7 de Jean-Pierre Sinapi qui, tous deux sélectionnés au Festival de Berlin, y recevront chacun un prix, Clément et Les Yeux Fermés, les  premiers films d'Emmanuelle Bercot et Olivier Py. A son tour, il y réalise Sur quel pied danser ? avec Dominique Blanc.
Par la suite, il tourne deux Maigret avec Bruno Crémer, dont l'un, Signé Picpus, reçoit la grand prix du télépolar au Festival de Cognac 2003.
En 2005, Le Frangin d'Amérique, reçoit le grand prix du Festival de la fiction française, à Saint Tropez, ainsi que le prix de la révélation pour l'ensemble de ses jeunes comédiens.
Suivront Les Zygs, le secret des disparus, une mini série de science fiction, les Frileux, avec Maruschka Detmers, la République des Enfants, sur un scénario de Corinne Atlas, Pourquoi personne me croit ? écrit avec Noémie Fansten.
Parallèlement, il s'engage de plus en plus, au sein de la SACD, pour la défense des auteurs.

## Engagements
En mai 68, assidu aux États Généraux du cinéma, il est de ceux qui descendent à Cannes pour arrêter le Festival. À son retour, avec une vingtaine d'autres cinéastes, ils occupent le cinéma Les Trois Luxembourg, où ils projettent pendant quatre jours, devant des salles combles, tous les films interdits qui leur sont proposés.
En 1978, avec d'autres jeunes réalisateurs il est l'un des fondateurs du MRTV, Mouvement des Réalisateurs de Télévision, qui veut bousculer les règles et le fonctionnement de la création à la télévision. 
En 1989, il rejoint l'ARP, dont, par la suite il est vice-président à deux reprises.
En 2003, il est élu au Conseil d'Administration de la SACD. Il en est le président à sept reprises entre 2007 et 2017.
Par ailleurs, très concerné par le statut social des auteurs, il est, en 2004, à l'initiative d'une réforme de la retraite complémentaire des auteurs dramatiques, le RACD, qui instaure un prélèvement à la source, ce qui met fin à des années de conflits et de poursuites, accompagné, pour le cinéma et l'audiovisuel, d'une contribution des producteurs. Et, ayant contribué à la contestation du fonctionnement de l'AGESSA, l'organisme de sécurité sociale des auteurs, aujourd'hui remplacé par la 2S2A, il est de ceux qui se battent pour obtenir que des auteurs, lésés malgré eux, puissent racheter rétrospectivement des trimestres de cotisations à la retraite de base.
Enfin, il est le créateur-fondateur, avec Véronique Perlès et avec le soutien de la SACD, du Fonds de Dotation Auteurs Solidaire, aujourd'hui présidé par Rodolphe Belmer, qui organise, avec la participation d'auteurs, des expériences de partage de création, en direction de populations éloignées des pratiques culturelles, principalement des enfants et des adolescents.
En 2002, il rejoint le jury littéraire du Fonds de Dotation Vendredi soir, créé par Serge Toubiana en hommage à Emmanuèle Bernheim, qui a pour mission de soutenir la création artistique et littéraire, par l'attribution de six bourses annuelles, d'une valeur de 10 000 €.

## Vie privée
Il est marié, depuis 1974, avec Sylvie Fansten qui a exercé de nombreuses responsabilités dans les programmes et la direction des organismes de télévision publique, notamment à la Première Chaine, Radio France, TV5 et France 3. Ils ont deux filles, Maïa Fansten, sociologue, Maitresse de conférence à l'Université Paris Cité, et Noé Margolis, comédienne, réalisatrice, scénariste et autrice de romans, notamment en direction de la jeunesse.

## Filmographie

### Comme réalisateur

#### Cinéma
- 1968 : L'avant-veille du Grand Soir - également scénariste
- 1970 : Les voisins n'aiment pas la musique - également scénariste
- 1976 : Le Petit Marcel - également scénariste
- 1986 : États d'âme - également scénariste
- 1990 : La Fracture du myocarde - également scénariste et producteur
- 1993 : Roulez jeunesse ! - également scénariste et producteur
- 1997 : C'est pour la bonne cause - également scénariste

#### Télévision
- 1980 : Je dors comme un bébé - épisode 4 de la colléction Caméra une première,- également scénariste
- 1981 : Nous te mari-e-rons - également scénariste
- 1981 : Papa, maman, Noël, épisode 2 de la mini série Mon meilleur Noël - également scénariste
- 1982 : Après tout ce qu'on a fait pour toi - également scénariste
- 1983 : Dorothée, danseuse de corde, minisérie de 3 épisodes - également scénariste
- 1985 : Les Lendemains qui chantent
- 1987 : Souris noire, épisodes J'ai tué mon prof -(également scénariste) et Tchao grumeau
- 1988 : Le Bord des larmes - également scénariste
- 1995 : Le Mouchoir de Joseph épisode 2 du cycle Simenon - également scénariste
- 1997 : Les Parents modèles
- 1999 : La Crèche, série de 6 épisodes - également scénariste
- 2000 : Sur quel pied danser ? - également scénariste
- 2003 : Un échec de Maigret
- 2003 : Signé Picpus - également scénariste
- 2005 : Le Frangin d'Amérique  - également scénariste
- 2007 : Les Zygs, le secret des disparus  - également scénariste
- 2010 : Les Frileux
- 2011 : La République des enfants
- 2013 : Pourquoi personne me croit ?

#### Documentaires
- 1971 : L'argent de la drogue en Suisse
- 1972 : Le secret de la longue vie
- 1972 : Nous nous reposerons à l'automne
- 1972 : Okrayualuk, celui qui parle bien
- 1973 : Evelyne et Sylvie
- 1974 : L'Allemagne désenchantée
- 1975 : Les apprenties chômeuses de Compiègne
- 1977 : Les enfants qu'on cache
- 1977 : La peur de la retraite
- 1977 : Ils pensent pour nous
- 1977 : Quelques agriculteurs qui ne trouvaient pas de femmes
- 1978 : On n'est pas en ballade
- 1979 : Rencontres au coin du coeur

### Comme assistant réalisateur
- 1966 : L'Inconnue de Claude Weisz
- 1968 : Les Enquêtes du commissaire Maigret de Jean-Pierre Decourt, épisode : Signé Picpus
- 1968 : Les Enquêtes du commissaire Maigret de Michel Drach, épisode L'Inspecteur Cadavre
- 1969 : Que la bête meure de Claude Chabrol
- 1969 : La Femme infidèle de Claude Chabrol
- 1971 : L'Araignée d'eau de Jean-Daniel Verhaeghe

### Comme scénariste
- 1972 : Les Fous du stade de Claude Zidi, collaboration au scénario
- 1982 : La Tribu des vieux enfants de Michel Favart
- 1999 : La crèche (épisodes 3 à 6) de Patrice Martineau
- 2002 : Marie Marmaille de Jean-Louis Bertucelli

### Comme producteur

#### Cinéma
- 1990 : Vincent et Théo de Robert Altman
- 1993 : Silent Tongue de Sam Shepard
- 1996 : Le Montreur de Boxe - Lucky Punch de Dominique Ladoge
- 2000 : Nationale 7 de Jean-Pierre Sinapi
- 2001 : Clément de Emmanuelle Bercot
- 2004 : Tout pour l'oseille de Bertrand Van Effenterre

#### Télévision
- 1991 : Sarte contre Sartre de Michel Favart
- 1991 : L'homme qui voulait s'offrir Hollywood de Jean-Pierre Moscardo
- 1992 : Comme un bateau, la mer en moins  de Dominique Ladoge
- 1993 : Les épées de diamant de Denis de la Patelière
- 1995 : Alla turca de Macha Meril
- 1996 : D'amour et d'eau salée  de Edwin Baily
- 1999 : La Bascule de Marco Pico
- 1999 : Un camion pour deux de Dominique Tabuteau
- 2000 : La Chambre des magiciennes de Claude Miller
- 2000 : La Bascule à deux  de Thierry Chabert
- 2000 : Les Yeux fermés, téléfilm  de Olivier Py
- 2001 : Sa mère, la pute  de Brigitte Roüan

## Livres publiés
- 1970 : Michel Simon, Editions Seghers
- 1991 : La fracture du Myocarde, Gallimard
- 1993 : Roulez Jeunesse, Gallimard
- 1997 : C'est pour la bonne cause, Seuil
- 2003 : Talion, co-écrit avec Christian de Montella et Louis Gardel

## Distinctions
- Chevalier de la Légion d'honneur le 1er janvier 2009.
- Officier de l'ordre national du Mérite 2021
- Commandeur de l'ordre des Arts et des Lettres (2006)[1]